# Blind Guardian
Blind Guardian (с англ. — «Слепой страж»; [blaɪnd 'gɑːdɪən]) — немецкая метал-группа, образованная в 1984 году в городе Крефельд. Считается одним из пионеров пауэр-метала, однако музыка группы часто выходит за рамки этого жанра.
Тексты многих песен группы, которые пишет вокалист Ханси Кюрш, основаны на сюжетах фантастических произведений: книг Джона Толкина, Майкла Муркока, Стивена Кинга, а также на легендах и мифах разных народов. Альбом 1998 года «Nightfall in Middle-Earth» целиком базируется на «Сильмариллионе» Толкина.
Состав Blind Guardian не менялся с 1987 по 2005 год: в него входили Ханси Кюрш (вокалист и, до 1998 г., бас-гитарист), гитаристы Андре Ольбрих и Маркус Зипен, а также барабанщик Томен Штаух. В 2005 году Штаух покинул группу; его заменил Фредерик Эмке. В 2021 году на место постоянного бас-гитариста пришёл Йохан Ван Стратум.

## История

### 1980-е
Группа, изначально называвшаяся Lucifer’s Heritage (что переводится как «Наследие Люцифера»), была образована в 1984 году гитаристом Андре Ольбрихом и бас-гитаристом Ханси Кюршем. Первое время состав группы несколько раз менялся: Маркус Дорк (гитара) и Томен Штаух (ударные) уступили места, соответственно, Кристофу Тийсену и Хансу-Петеру Фраю, но оба эти музыканта покинули группу в течение года. Состав устоялся лишь в 1987 году, когда в Lucifer’s Heritage влились остатки группы Reedemer — Маркус Зипен и снова Томен Штаух. После нескольких попыток найти вокалиста (один концерт группа отыграла с неким Томасом Келльнерсом, и осталась недовольна), эта обязанность закрепилась за поющим басистом Ханси. На деньги бабушки Андре группа записала две демозаписи — «Symphonies of Doom» и «Battalions of Fear» — благодаря которым (особенно последней) им удалось заключить контракт с лейблом No Remorse Records. Продюсером и звукорежиссёром группы стал Калле Трапп.
Чтобы избежать ассоциаций с сатанизмом, музыканты решили изменить название группы. «В течение нескольких дней мы назывались „Battery“ — по одной из песен Metallica, но наши друзья убедили нас, что это не самая лучшая идея. Другим вариантом было название Raging Waters, в честь известной песни Testament» — вспоминает Ханси. В итоге было принято предложение Кюрша назваться Blind Guardian по собственной песне «Guardian of the Blind», под которым она известна и сейчас. Буквальный перевод названия — оксюморон «Слепой страж», но по словам музыкантов, они трактуют название скорее как «Слепой поводырь». «В моём воображении „слепой поводырь“ — это человек, на котором лежит ответственность за других людей, ведущий за собой. Который превосходит других, несмотря на своё физическое увечье», — говорит Ханси.
Первый альбом группы — «Battalions of Fear» (1988) состоял наполовину из песен с одноимённого демо и продемонстрировал ощутимое влияние ранних работ Helloween в стиле спид-метал. Туда также вошли гитарные вариации Андре на классические симфонии Антонина Дворжака. Годом позже был выпущен «Follow the Blind» (1989), более тяжёлый и, по словам музыкантов, с уклоном в трэш-метал. В записи альбома принял участие лидер Helloween Кай Хансен в качестве третьего гитариста и бэк-вокалиста. Blind Guardian начали набирать популярность в Германии.

### 1990-е
Широкую известность Blind Guardian принёс их третий альбом «Tales from the Twilight World» (1990), ознаменовавший смещение в сторону пауэр-метала и начало выработки собственного звучания Blind Guardian, для которого характерно использование хоровых партий и общее достаточно «эпическое» настроение. В этом альбоме также участвовал Кай Хансен, уже ушедший из Helloween в собственный проект Gamma Ray. Вскоре после выхода «Tales…» группа подписала контракт с крупным лейблом Virgin Records, на котором в 1992 году вышел четвёртый альбом «Somewhere Far Beyond» тиражом 130 тысяч экземпляров. Благодаря «Tales…» и «Somewhere…» Blind Guardian стали весьма популярны в Японии, где был записан их первый концертный альбом «Tokyo Tales» (1993).
Новым продюсером Blind Guardian стал Флемминг Расмуссен, ранее работавший с Metallica в альбомах Master of Puppets и And Justice for All. В сотрудничестве с ним в 1995 году группа выпустила свой пятый студийный альбом, озаглавленный «Imaginations from the Other Side». Выпущенный в 1996 году сборник «The Forgotten Tales» содержал акустические и оркестровые версии нескольких композиций Blind Guardian, а также каверы некоторых песен других исполнителей.
Продюсерам Virgin так понравилась кавер-версия песни «Mr. Sandman», что они настояли на выпуске её отдельным синглом. На эту песню был снят шуточный клип, первое постановочное видео в истории группы. Музыканты предстают в облике злых клоунов, пугающих мальчика, который не хочет ложиться спать. Ещё два клипа были сняты на песни с «Imaginations…» — «Bright Eyes» и «Born in a Mourning Hall» (концертный). Ещё одно видео, снятое группой в этот период — короткометражная комедия «Drei Schüsse im Leberknödel Архивная копия от 28 января 2019 на Wayback Machine», пародия на фэнтези, где участники группы преодолевают испытания в заколдованном замке.
В 1998 году вышел концептуальный альбом «Nightfall in Middle-Earth», основанный на книге Джона Толкина «Сильмариллион». В этом альбоме Blind Guardian использовали «хоровой» бэк-вокал в духе Queen, ряд элементов фолк-рока. Альбом считается одним из самых успешных за всю историю группы, и первым, изданным в США. Песня «Mirror Mirror» была выпущена отдельным синглом.
При записи этого альбома Ханси Кюрш сложил с себя обязанности бас-гитариста и полностью сосредоточился на пении. Партии бас-гитары в этом и последующих альбомах Blind Guardian исполнял Оливер Хольцварт (брат ударника Rhapsody of Fire Алекса), который также исполняет песни с группой вживую с 1998 года. Однако он не числится в «официальном» составе группы на её сайте. Причиной тому, по словам музыкантов, было желание сохранить возможность для Ханси вернуться к игре на бас-гитаре. В этот период Кюрш перенёс тяжёлую болезнь, которая едва не стоила ему слуха, и всерьёз рассматривался вариант, что он вынужден будет бросить пение и остаться только бас-гитаристом. По словам Маркуса, «пятый гвардеец» Оливер вполне удовлетворён своим полуофициальным статусом.

### 2000-е
К началу XXI века Blind Guardian постепенно поменяли и звучание, и менеджмент. Расставшись с Расмуссеном, музыканты прибегли к услугам Чарли Бауэрфайнда. Седьмой альбом группы вышел в 2002 году и был назван «A Night at the Opera», в честь одноимённого альбома Queen. По словам Маркуса, «Queen больше всех повлияли на нас, так что это своего рода дань уважения». В новом альбоме Blind Guardian полностью отошли от своих спид-метал-корней в пользу пауэр-метала с элементами прогрессив-метал. Альбом не был концептуальным, но в нём прослеживалась общая тематика многих песен: взаимоотношения человека с высшими силами. Впервые упор был сделан на истории реальных личностей — Галилея, Ницше, Иисуса Христа — а не фантастических персонажей.
За выходом альбома последовало мировое турне Blind Guardian, увенчавшееся аншлаговым финальным концертом в Дюссельдорфе, на который пришло порядка шести тысяч зрителей — рекорд для группы на тот момент. В ходе этого тура был записан второй концертный альбом группы — «Live» (2003), а также сингл с концертными версиями хита группы «The Bard's Song» в исполнении публики разных городов и стран. В том же году в Кобурге Blind Guardian провели двухдневный фестиваль имени себя, на котором был записан концертный DVD «Imaginations Through the Looking Glass», выпущенный годом позже.
Уйдя с Virgin в 2004 году, Blind Guardian заключили контракт с Nuclear Blast Records, который начал активно продвигать группу. С этого времени музыканты перестали сотрудничать с постоянным художником Андреасом Маршалом, и начали приглашать художников на один альбом. Среди работавших над обложками был российский художник Лео Хао, известный по обложкам группы Ария.
В апреле 2005 года из-за музыкальных разногласий группу покинул Томен Штаух, который почти 20 лет был барабанщиком Blind Guardian. Томену не нравился материал двух последних альбомов, не нравилась техника перепродюсирования, он предпочитал традиционный спид-метал, который начал продвигать в своём новом проекте Savage Circus. На его место рассматривались кандидатуры Алекса Хольцварта (Rhapsody) и Ули Куша (Helloween), но в итоге место за ударной установкой Blind Guardian занял молодой Фредерик Эмке.
С его участием группа выпустила свой восьмой альбом «A Twist in the Myth», чей международный релиз состоялся 1 сентября 2006 года. Тур в поддержку альбома завершился в Крефельде в ноябре 2007 г. совместным выступлением с Leaves' Eyes. Две песни из альбома были выпущены синглами: «Fly» и «Another Stranger Me». На последнюю режиссёром Иваном Количем был снят видеоклип, стилизованный под нуар, в нём детектив охотится за маньяком-убийцей, который оказывается его «вторым я».
С 2000 года Ханси Кюрш участвует в проекте Demons & Wizards, совместно с гитаристом группы Iced Earth Джоном Шаффером. Совместно Ханси и Джон выпустили альбомы Demons & Wizards (2000) и Touched by the Crimson King (2005) в жанре пауэр-метал.
Blind Guardian вели переговоры с Питером Джексоном о возможности участия в саундтреке к кинотрилогии «Властелин Колец», однако не достигли соглашения. По словам Ханси, вся музыка, написанная им к «Властелину Колец» (в стиле симфонической и фолк-музыки) будет впоследствии выпущена отдельным альбомом. Виктор Смольский и белорусский симфонический оркестр примут участие в этом проекте.
В 2008 году группа записала главную тему к компьютерной ролевой игре Sacred 2: Fallen Angel (2008). В Sacred 2 был встроен секретный видеоклип с участием компьютерных моделей группы в фэнтези-антураже. Существует две версии этого видео: полная доступна только в игре, сокращённая (без второго куплета и с врезками из других мест игры  Архивная копия от 26 сентября 2008 на Wayback Machine) свободно распространялась по Интернету в качестве рекламы. В этой игре их творчество использовалось и в других местах, например, на городской площади городка Слоуфорда бард мог спеть их песню. Также песни Blind Guardian использовались в фильме In the Name of the King: a Dungeon Siege Tale.
Осенью 2009 года группа начала запись нового альбома At the Edge of Time, который вышел летом 2010 года. На нём группа вернулась к фантастике. Выход альбома предварял сингл A Voice in the Dark, на эту песню был также снят видеоклип.

### 2010-е
20 января 2012 года вышла компиляция под название Memories Of A Time To Come, в котором собраны песни за 25 лет работы группы. Компиляция состоит из трёх дисков: первые две компиляции содержат ремиксы на самые известные песни (Vallhala, Bard’s Song (In The Forest), Bright Eyes, And Then There Was Silence и так далее) и демо версия (A Past And The Future Secret, Battalions Of Fear, Lost In The Twilight Hall и так далее).
В этом же году группу покинул басист Оливер Хольцварт, который перешёл в Rhapsody of Fire. Его место занял француз Баренд Курбуа. Тогда же, закончив большое турне, музыканты сказали, что берут перерыв между гастролями, и концертов не будет по крайней мере до осени 2014 года. Это время они планируют посвятить напряжённой студийной работе.
Несмотря на то, что турне — это всегда классный и незабываемый опыт для каждого из нас, у путешествий такого рода есть один минус: они мешают сосредоточиться на написании песен. Поэтому мы приняли решение остановить гастрольный маховик и вплотную заняться сочинительством. Это займёт следующие 24 месяца, а то и больше. Поэтому концертов не будет — по крайней мере, до осени 2014 года.
Альбом Beyond the Red Mirror вышел 30 января 2015 года. Сингл «Twilight of the Gods» увидел свет 5 декабря 2014 года.
В 2019 году вышел давно обещанный оркестровый альбом Legacy of the Dark Lands, представляющий собой симфоническую музыку с вокалом Кюрша и сюжетными интерлюдиями, объединяющими песни в историю. Поскольку музыка в альбоме существенно отличается от стиля группы, исполнителем был обозначен «Blind Guardian Twilight Orchestra». Концепция альбома, созданная при участии писателя Маркуса Хайца, представляет собой вольное продолжение цикла рассказов Роберта Говарда о Соломоне Кейне: по сюжету дочь Кейна ищет сведения о нём в Австро-Венгрии XVII века.

### 2020-е
В 2021 году группу покинул басист Курбуа, его место занял Йохан ван Стратум, бывший участник Stream of Passion. 5 ноября Blind Guardian анонсировали новый сингл «Deliver Us From Evil», выход которого запланирован на 3 декабря 2021 года. Песня является частью двенадцатого студийного альбома коллектива, который должен увидеть свет в сентябре 2022 года.

## Стиль

### Музыка
По словам критиков, «музыка Blind Guardian — всё равно что совместная запись Queen с Metallica». Стиль группы претерпел влияние как классических рок-групп, таких как Queen и Jethro Tull, так и современных групп-металлистов, в особенности Helloween, Metallica и Iron Maiden. Основная часть музыки Blind Guardian пишется авторским дуэтом Андре Ольбриха и Ханси Кюрша, хотя несколько песен написаны при участии Зипена и Штауха. Эмке и Хольцварт песен не писали.
В ранних альбомах Blind Guardian исполняли музыку в стиле спид-метал: скоростную, тяжёлую, агрессивную. Вокал Кюрша был резким и хриплым. Ханси применяет технику исполнения, известную как «расщепление голоса», которая позволяет издавать более резкий звук. Частый ритм барабанов и мелодичные гитарные проигрыши между куплетами также были частью стиля группы в этот период.
С дальнейшим развитием, Blind Guardian сделали своей визитной карточкой хоровой бэк-вокал и многоголосые вокальные гармонии. В студийной записи голос Ханси многократно перенакладывался сам на себя, из-за чего строчки текста перекрещивались, делая невозможным исполнение песен в том же виде вживую. На концертах, как правило, эти партии исполняются Андре и Маркусом как бэк-вокалистами. Ещё одна уникальная черта музыки Blind Guardian — мелодии куплетов зачастую не повторяются. Каждый куплет в их песнях, как правило, имеет собственную мелодию, а повторяется только припев. У большинства других групп все куплеты внутри одной песни поются на один мотив.
Кроме того, группа испытала влияние фолк-музыки. Многие альбомы Blind Guardian содержат песни, выдержанные в стиле фолк-рока: акустические баллады в фолк-аранжировке, такие как «Skalds and Shadows» и «Past and Future Secret».

### Тематика песен
С самого первого альбома Blind Guardian демонстрировали интерес к фантастической литературе, а также мифологии и религии. В их репертуаре — песни по десяткам различных произведений. Среди них, как романы писателей-фантастов и мистические истории, так и мифологические эпосы средневековья. Тема христианства нередко фигурирует в текстах Blind Guardian, однако группа старательно избегает непопулярного в наше время ярлыка «христианского рока». Автор большинства текстов — Ханси Кюрш, пишутся они традиционно на английском языке. В текстах часто встречаются цитаты-отсылки из книг и песен других исполнителей, в частности, мюзиклов Эндрю Ллойда Уэббера.
Краткий список литературных произведений, по которым были написаны песни Blind Guardian:
| - Ветхий Завет и Евангелие - Старшая и Младшая Эдды - «Песнь о Хильдебрандтах» - Гомер — «Илиада» и «Одиссея» - Томас Мэлори — «Смерть Артура» - Теренс Уайт — «Король Былого и Грядущего» - Иоганн Гёте — «Фауст» - Джеймс Барри — «Питер Пэн» - Джон Толкин — «Хоббит», «Властелин Колец», «Сильмариллион» - Джордж Р. Р. Мартин — «Песнь Льда и Огня» | - Стивен Кинг — «Тёмная Башня», «Томминокеры», «Оно», «Талисман» - Фрэнк Херберт — «Дюна» - Майкл Муркок — «Рунный Посох», «Элрик» (Сага о Вечном Воителе) - М. Уэйс, Т. Хикмен — «Кузница Души» (Dragonlance), «Врата Смерти» - Тэд Уильямс — «Иноземье» - Вальтер Мёрс — «Сумасшедшее путешествие в ночи» - Стивен Спилберг — «И. П.» - Фрэнк Баум — «Волшебник из страны Оз» - Клайв Льюис — «Хроники Нарнии» - Роберт Джордан — «Колесо Времени» - Анджей Сапковский — «Ведьмак» |

См. также: Музыка по Толкину

### Кавер-версии
Blind Guardian записали огромное количество кавер-версий песен других исполнителей. Группа не исполняет каверы на концертах и не включает в номерные альбомы, однако постоянно участвует в записи трибьют-альбомов, сборников, издаёт каверы бонус-треками на синглах. В 1996 году был выпущен альбом The Forgotten Tales, состоящий преимущественно из каверов. Кроме того, синглом вышла кавер-версия песни «Mr. Sandman», и на неё был снят клип.
Исполнители, на песни которых Blind Guardian записывали каверы:
- Queen
- Uriah Heep
- Ронни Дио
- Judas Priest
- Deep Purple
- The Beach Boys
- Джон Фарнем
- Майк Олдфилд
- The Chordettes
- Iron Butterfly
- Demon
- Satan
- Dio
- Slade

В свою очередь, кавер-версии песен самих Blind Guardian записывали другие группы. Был выпущен целый альбом Tales From the Underworld: A Tribute to Blind Guardian, в котором, среди прочего, приняли участие Morgana Lefay и The Arrow.

## Дискография

### Полноформатные студийные альбомы
| Название                         | Год выпуска | Лейбл          |
| -------------------------------- | ----------- | -------------- |
| Battalions of Fear               | 1988        | No Remorse     |
| Follow the Blind                 | 1989        | No Remorse     |
| Tales from the Twilight World    | 1990        | No Remorse     |
| Somewhere Far Beyond             | 1992        | Virgin Records |
| Imaginations from the Other Side | 1995        | Virgin Records |
| Nightfall in Middle-Earth        | 1998        | Virgin Records |
| A Night at the Opera             | 2002        | Virgin Records |
| A Twist in the Myth              | 2006        | Nuclear Blast  |
| At the Edge of Time              | 2010        | Nuclear Blast  |
| Beyond the Red Mirror            | 2015        | Nuclear Blast  |
| Legacy of the Dark Lands         | 2019        | Nuclear Blast  |
| The God Machine                  | 2022        | Nuclear Blast  |

### Сборники
- The Forgotten Tales (1996)
- Memories of a Time to Come (2012)
- Traveler's Guide to Space and Time[англ.] (2013)

### Концертные альбомы
- Tokyo Tales (1993)
- Live (2003)
- Imaginations Through the Looking Glass (2004) — концертный DVD
- Live Beyond The Spheres (2017)

### Синглы
- «Bright Eyes» (1995)
- «A Past and Future Secret» (1995)
- «Mr. Sandman» (1996)
- «Mirror Mirror» (1998)
- «And then there was Silence» (2001)
- «The Bard’s Song (In the Forest)» (2003)
- «Fly[англ.]» (2006)
- «Another Stranger Me» (2007)
- «A Voice in the Dark» (2010)
- «Twilight of the Gods» (2014)
- «Violent Shadows» (2020)
- «Merry Xmas Everybody» (2020)
- «Deliver Us From Evil» (2021)

### Видеоклипы
- «Born in a Mourning Hall» (концертный, 1995)
- «Mr. Sandman» (1996)
- «Bright Eyes» (1996)
- «Mirror Mirror» (1998)
- «Bard's Song in the Forest» (2003)
- «Another Stranger Me» (2006)
- «Sacred Worlds» (графика компьютерной игры Sacred 2, 2008)
- «A Voice In The Dark» (2010)
- «Merry Xmas Everybody» (2020)

## Состав группы

### Текущий официальный состав
- Ханси Кюрш — вокал (с 1985), бас-гитара (до 1998).
- Андре Ольбрих — гитара (с 1985)
- Маркус Зипен — гитара (с 1987)
- Фредерик Эмке — ударные (с 2005)
- Йохан ван Стратум — бас (с 2021)

### Бывшие участники
- Томен Штаух — ударные (1986—2005)
- Маркус Дорк — гитара (Lucifer’s Heritage; 1985—1986)
- Кристоф Тайссен — гитара (Lucifer’s Heritage; 1986—1987)
- Ханс-Петер Фрей — ударные (Lucifer’s Heritage; 1985—1987)

### Другие участники
- Оливер Хольцварт — бас-гитара (с 1998 по 2012, и в студии, и на концертах)
- Баренд Курбуа — бас-гитара (с 2012 по 2021)
- Матиас Виснер — клавишные (в 1989)
- Михаэль Шурен — клавишные (с 1998, только на концертах)
- Кай Хансен — гитара, бэк-вокал (1989, 1991, только в студии)
- Рольф Кёлер — бэк-вокал, основной вокал (1990—2007, до его смерти)

### Фоторяд
| |  |  |  |  |
| Blind Guardian на фестивале Gods of Metal 2007 в Милане, Италия. Слева направо: Ханси Кюрш (вокал), Андре Ольбрих (гитара), Маркус Зипен (гитара), Фредерик Эмке (ударные) и Оливер Хольцварт (бас-гитара) |  |  |  |  |

### На музыкальных сайтах
- Blind Guardian (англ.) на сайте Rate Your Music
- Blind Guardian на сайте Discogs
- Страница Blind Guardian на сайте Encyclopaedia Metallum Архивная копия от 20 февраля 2006 на Wayback Machine (англ.)